# Purplewashing

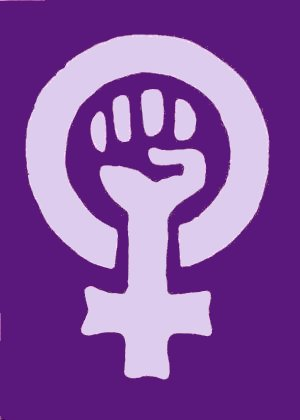
Movul a fost istoric asociat cu feminismul.

Purplewashing (din engleză: „purple”, mov, și „whitewash”, a vărui sau a acoperi) este un termen care, în contextul feminismului, se referă la diverse strategii politice și de marketing menite să promoveze instituții, țări, persoane, produse sau companii, în baza angajamentului lor față de egalitatea de gen.
Expresia este folosită în special pentru a denunța folosirea selectivă a feminismului pentru a susține discursuri sau politici xenofobe și promovarea islamofobiei. De asemenea, este folosită pentru a evidenția componenta paradoxal sexistă a multor astfel de acțiuni, care se aplică doar femeilor, cum ar fi interzicerea anumitor articole de îmbrăcăminte sau negarea anumitor servicii.
Termenul este, de asemenea, folosit pentru a se referi la spălarea de imagine a țărilor occidentale care, fără a atinge o egalitate reală între bărbați și femei, justifică acest deficit prin faptul că femeile din alte țări sau culturi au condiții de viață mai proaste, făcând referire frecventă la țările cu majoritate musulmană.
Pentru multe activiste feministe, în fața instrumentalizării drepturilor femeilor, singurul răspuns posibil și eliberator pentru toate minoritățile este solidaritatea intersecțională între diferitele grupuri oprimate, cum ar fi femeile și migranții.